# يان ويليم فان إدي
يان ويليم فان إدي (بالهولندية: Jan Willem van Ede)‏ هو لاعب كرة قدم هولندي، ولد في 13 أبريل 1963 في هولندا في مملكة هولندا. لعب مع تفينتي أنشخيدة ونادي آيندهوفن ونادي أوترخت ونادي هارلم وناك بريدا.

## وصلات خارجية
- يان ويليم فان إدي على موقع قاعدة بيانات كرة القدم.إي يو (الإنجليزية)